# Silicularia
Silicularia é um género botânico pertencente à família Brassicaceae.